# Guiso (salsa)
El guiso es una salsa a base de tomate y cebolla utilizada en la culinaria de la Costa Caribe colombiana y otras regiones de Colombia como condimento para sazonar comidas o como acompañante de patacones, bollos o arepas.

## Preparación
Los tomates y las cebollas -que pueden ser cabezonas (blancas o rojas) o largas (juncas)- se cortan en trozos pequeños, se les agrega un poco de agua y se fríen en aceite con un poco de sal hasta que la mezcla quede espesa. Otras variantes incluyen ajo machacado, ají pimentón y condimentos como achiote, comino, pimienta, orégano o laurel.

## Usos
El guiso se utiliza como salsa para preparar huevos revueltos, carnes y legumbres como la zaragoza, la lenteja o el fríjol cabecita negra. Como acompañante, se come con el patacón, el cayeye, el bollo limpio y la arepa.